# Korte Ademhalingssteeg

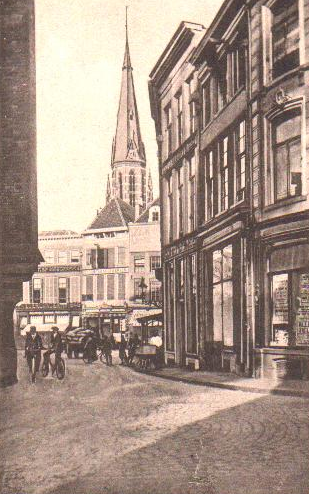
Korte Ademhalingssteeg op een ansichtkaart uit 1926

Korte Ademhalingssteeg is een straat in het oude centrum van Zwolle.
De straat vorm de verbinding tussen het Grote Kerkplein en de Grote Markt. De naam van de straat verwijst naar de misdadigers die in deze straat hun laatste adem haalden alvorens terecht te worden gesteld op het schavot van de Grote Markt.